# Allobaccha nigricoxa
Allobaccha nigricoxa är en tvåvingeart som först beskrevs av Charles Howard Curran 1928.  Allobaccha nigricoxa ingår i släktet Allobaccha och familjen blomflugor. Inga underarter finns listade i Catalogue of Life.